# Campeonato Sudamericano Femenino Sub-20 de 2018
El Campeonato Sudamericano Femenino de Fútbol Sub-20 de 2018 fue la 8.ª edición de este torneo que se llevó a cabo en Ecuador. Participaron las selecciones nacionales femeninas sub-20 de todos los países cuyas federaciones están afiliadas a la Conmebol.
El torneo clasifica al campeón y al subcampeón a la Copa Mundial Femenina de Fútbol Sub-20 de 2018 a celebrarse en Francia. El torneo fue ganado de forma invicta por Brasil, que logró su 8° título de manera consecutiva.

## Equipos participantes
Participan las diez selecciones nacionales de fútbol afiliadas a la Conmebol. La definición de los grupos y el sorteo de partidos fueron llevados a cabo en la Casa de la Selección en Quito el 14 de diciembre de 2017.
| Equipos participantes | Equipos participantes | Equipos participantes | Equipos participantes | Equipos participantes |
| --------------------- | --------------------- | --------------------- | --------------------- | --------------------- |
| Argentina             | Bolivia               | Brasil                | Chile                 | Colombia              |
| Ecuador               | Paraguay              | Perú                  | Uruguay               | Venezuela             |

## Sedes
| Ambato             | Ibarra                     | Riobamba                     |
| ------------------ | -------------------------- | ---------------------------- |
| Estadio Bellavista | Estadio Olímpico de Ibarra | Estadio Olímpico de Riobamba |
| Capacidad: 18 000  | Capacidad: 17 300          | Capacidad: 14 400            |
|                    |                            |                              |

## Primera fase
Los horarios corresponden al huso horario de Ecuador (UTC-5).

### Grupo A
| Equipo    | Pts. | PJ | PG | PE | PP | GF | GC | Dif. |
| --------- | ---- | -- | -- | -- | -- | -- | -- | ---- |
| Paraguay  | 12   | 4  | 4  | 0  | 0  | 15 | 2  | 13   |
| Colombia  | 9    | 4  | 3  | 0  | 1  | 17 | 8  | 9    |
| Ecuador   | 3    | 4  | 1  | 0  | 3  | 4  | 8  | -4   |
| Argentina | 3    | 4  | 1  | 0  | 3  | 4  | 9  | -5   |
| Perú      | 3    | 4  | 1  | 0  | 3  | 3  | 16 | -13  |

| 13 de enero de 2018, 17:00 | Colombia      | 1:6 (1:2) | Paraguay                                           | Estadio Olímpico de Riobamba, Riobamba |                             |
|                            | Castañeda 17' |           | Martínez 21' 31' 60' 90' · Miño 86' · Sandoval 89' | Árbitro(s): Emikar Calderas            | Árbitro(s): Emikar Calderas |

| 13 de enero de 2018, 19:15 | Ecuador       | 1:2 (1:2) | Argentina       | Estadio Olímpico de Riobamba, Riobamba |                           |
|                            | Espinales 15' |           | Berardo 10' 44' | Árbitro(s): Dione Rissios              | Árbitro(s): Dione Rissios |

| 15 de enero de 2018, 17:00 | Argentina   | 1:2 (1:2) | Perú                      | Estadio Olímpico de Riobamba, Riobamba |                          |
|                            | Morcillo 8' |           | Arevalo 10' · Paredes 28' | Árbitro(s): Nadia Fuques               | Árbitro(s): Nadia Fuques |

| 15 de enero de 2018, 19:15 | Ecuador       | 1:4 (0:2) | Colombia                                 | Estadio Olímpico de Riobamba, Riobamba |                            |
|                            | Espinales 73' |           | Pérez 3' · Acuña 18' 63' · Castañeda 68' | Árbitro(s): Sirley Cornejo             | Árbitro(s): Sirley Cornejo |

| 17 de enero de 2018, 17:00 | Colombia                                                                          | 9:0 (5:0) | Perú | Estadio Olímpico de Riobamba, Riobamba |                            |
|                            | Castañeda 9' 17' 30' 50' 57' · Pérez 12' · Vanegas 23' · Acosta 78' · Barreto 84' |           |      | Árbitro(s): Rejane Caetano             | Árbitro(s): Rejane Caetano |

| 17 de enero de 2018, 19:15 | Ecuador | 0:2 (0:2) | Paraguay                    | Estadio Olímpico de Riobamba, Riobamba |                          |
|                            |         |           | Sandoval 28' · Chamorro 44' | Árbitro(s): Nadia Fuques               | Árbitro(s): Nadia Fuques |

| 19 de enero de 2018, 17:00 | Paraguay                         | 4:1 (0:0) | Perú       | Estadio Olímpico de Riobamba, Riobamba |                           |
|                            | Martínez 52' 57' · Godoy 62' 70' |           | Espino 86' | Árbitro(s): Dione Rissios              | Árbitro(s): Dione Rissios |

| 19 de enero de 2018, 19:15 | Colombia                      | 3:1 (1:0) | Argentina   | Estadio Olímpico de Riobamba, Riobamba |                             |
|                            | Castañeda 42' 89' · Rivas 81' |           | Berardo 65' | Árbitro(s): Emikar Calderas            | Árbitro(s): Emikar Calderas |

| 21 de enero de 2018, 17:00 | Argentina | 0:3 (0:2) | Paraguay                                  | Estadio Olímpico de Riobamba, Riobamba |                            |
|                            |           |           | Sandoval 19' · Martínez 24' · Bogarín 61' | Árbitro(s): Rejane Caetano             | Árbitro(s): Rejane Caetano |

| 21 de enero de 2018, 19:15 | Perú | 0:2 (0:1) | Ecuador                     | Estadio Olímpico de Riobamba, Riobamba |                            |
|                            |      |           | Aguirre 19' · Paladines 65' | Árbitro(s): Sirley Cornejo             | Árbitro(s): Sirley Cornejo |

### Grupo B
| Equipo    | Pts. | PJ | PG | PE | PP | GF | GC | Dif. |
| --------- | ---- | -- | -- | -- | -- | -- | -- | ---- |
| Brasil    | 12   | 4  | 4  | 0  | 0  | 13 | 0  | 13   |
| Venezuela | 7    | 4  | 2  | 1  | 1  | 3  | 3  | 0    |
| Chile     | 6    | 4  | 2  | 0  | 2  | 9  | 4  | 5    |
| Uruguay   | 3    | 4  | 1  | 0  | 3  | 3  | 9  | -6   |
| Bolivia   | 1    | 4  | 0  | 1  | 3  | 2  | 14 | -12  |

| 14 de enero de 2018, 17:00 | Venezuela         | 1:0 (1:0) | Uruguay | Estadio Olímpico de Ibarra, Ibarra |                        |
|                            | Castellanos 45+2' |           |         | Árbitro(s): María Daza             | Árbitro(s): María Daza |

| 14 de enero de 2018, 19:15 | Brasil                                    | 3:0 (3:0) | Chile | Estadio Olímpico de Ibarra, Ibarra |                            |
|                            | Thais Reiss 8' · Brenda 18' · Kerolin 33' |           |       | Árbitro(s): Zulma Quiñonez         | Árbitro(s): Zulma Quiñonez |

| 16 de enero de 2018, 17:00 | Chile                                                  | 5:0 (1:0) | Bolivia | Estadio Olímpico de Ibarra, Ibarra |                              |
|                            | Grez 19' · Balmaceda 61' · Vásquez 63' 69' · Olave 88' |           |         | Árbitro(s): Priscila Vásquez       | Árbitro(s): Priscila Vásquez |

| 16 de enero de 2018, 19:15 | Brasil        | 2:0 (0:0) | Venezuela | Estadio Olímpico de Ibarra, Ibarra |                             |
|                            | Geyse 50' 60' |           |           | Árbitro(s): Salomé Di Iorio        | Árbitro(s): Salomé Di Iorio |

| 18 de enero de 2018, 17:00 | Venezuela       | 1:1 (1:1) | Bolivia   | Estadio Olímpico de Ibarra, Ibarra |                            |
|                            | Castellanos 29' |           | Andía 11' | Árbitro(s): Zulma Quiñónez         | Árbitro(s): Zulma Quiñónez |

| 18 de enero de 2018, 19:15 | Brasil                      | 3:0 (0:0) | Uruguay | Estadio Olímpico de Ibarra, Ibarra |                           |
|                            | Geyse 70' 79' · Valéria 76' |           |         | Árbitro(s): María Cornejo          | Árbitro(s): María Cornejo |

| 20 de enero de 2018, 17:00 | Uruguay                        | 3:1 (1:1) | Bolivia   | Estadio Olímpico de Ibarra, Ibarra |                        |
|                            | Pizarro 12' 70' · Bermúdez 88' |           | Andía 38' | Árbitro(s): María Daza             | Árbitro(s): María Daza |

| 20 de enero de 2018, 19:15 | Venezuela      | 1:0 (1:0) | Chile | Estadio Olímpico de Ibarra, Ibarra |                           |
|                            | Castellanos 9' |           |       | Árbitro(s): María Cornejo          | Árbitro(s): María Cornejo |

| 22 de enero de 2018, 17:00 | Chile                                              | 4:0 (2:0) | Uruguay | Estadio Olímpico de Ibarra, Ibarra |                              |
|                            | Vásquez 34' · Olave 43' · Grez 61' · Jiménez 90+2' |           |         | Árbitro(s): Priscila Vásquez       | Árbitro(s): Priscila Vásquez |

| 22 de enero de 2018, 19:15 | Bolivia | 0:5 (0:3) | Brasil                                                                      | Estadio Olímpico de Ibarra, Ibarra |                             |
|                            |         |           | Ariadna 6' · Andrada 31' (a.g.) · Victória 34' · Isabella 46' · Juliana 61' | Árbitro(s): Salomé Di Iorio        | Árbitro(s): Salomé Di Iorio |

## Cuadrangular final
| Equipo    | Pts. | PJ | PG | PE | PP | GF | GC | Dif. |
| --------- | ---- | -- | -- | -- | -- | -- | -- | ---- |
| Brasil    | 9    | 3  | 3  | 0  | 0  | 17 | 1  | 16   |
| Paraguay  | 6    | 3  | 2  | 0  | 1  | 8  | 11 | -3   |
| Colombia  | 3    | 3  | 1  | 0  | 2  | 4  | 8  | -4   |
| Venezuela | 0    | 3  | 0  | 0  | 3  | 1  | 10 | -9   |

|  | Clasificado para la Copa Mundial Femenina de Fútbol Sub-20 de 2018. |

| 25 de enero de 2018, 17:00 | Paraguay                       | 3:1 (3:0) | Venezuela       | Estadio Bellavista, Ambato  |                             |
|                            | Sandoval 34' · Sánchez 37' 44' |           | Castellanos 65' | Árbitro(s): Salomé Di Iorio | Árbitro(s): Salomé Di Iorio |

| 25 de enero de 2018, 19:15 | Brasil                                              | 4:0 (2:0) | Colombia | Estadio Bellavista, Ambato |                           |
|                            | Isabella 40' · Kerolin 45' · Brenda 51' · Geyse 70' |           |          | Árbitro(s): Dione Rissios  | Árbitro(s): Dione Rissios |

| 28 de enero de 2018, 17:00 | Brasil                                                    | 5:0 (2:0) | Venezuela | Estadio Bellavista, Ambato |                            |
|                            | Geyse 1' 73' · Ana Vitória 38' · Kerolin 86' · Brenda 89' |           |           | Árbitro(s): Sirley Cornejo | Árbitro(s): Sirley Cornejo |

| 28 de enero de 2018, 19:15 | Paraguay                                             | 4:2 (1:1) | Colombia        | Estadio Bellavista, Ambato |                          |
|                            | Godoy 5' · Chamorro 61' · Bogarín 72' · Sandoval 81' |           | Córdoba 27' 85' | Árbitro(s): Nadia Fuques   | Árbitro(s): Nadia Fuques |

| 31 de enero de 2018, 17:00 | Colombia          | 2:0 (1:0) | Venezuela | Estadio Bellavista, Ambato   |                              |
|                            | Castañeda 13' 72' |           |           | Árbitro(s): Priscila Vásquez | Árbitro(s): Priscila Vásquez |

| 31 de enero de 2018, 19:15 | Paraguay     | 1:8 (0:3) | Brasil                                                                  | Estadio Bellavista, Ambato  |                             |
|                            | Chamorro 80' |           | Geyse 6' 42' 57' 78' 90+1' · Ana Vitória 17' · Brenda 82' · Valéria 88' | Árbitro(s): Salomé Di Iorio | Árbitro(s): Salomé Di Iorio |

## Clasificados a la Copa Mundial Femenina de Fútbol Sub-20 Francia 2018
| Brasil | Paraguay |
| ------ | -------- |

## Campeón
| Bandera de Brasil |
| Campeón           |
| Brasil            |
| 8.º título        |

## Goleadoras
| Jugadora          | Selección | Goles |
| ----------------- | --------- | ----- |
| Geyse             | Brasil    | 12    |
| Angie Castañeda   | Colombia  | 11    |
| Jessica Martínez  | Paraguay  | 7     |
| Fabiola Sandoval  | Paraguay  | 5     |
| Deyna Castellanos | Venezuela | 4     |
| Brenda            | Brasil    | 4     |
| Lice Chamorro     | Paraguay  | 4     |